# Leucocelis irentina
Leucocelis irentina är en skalbaggsart som beskrevs av Preiss 1904. Leucocelis irentina ingår i släktet Leucocelis och familjen Cetoniidae. Inga underarter finns listade i Catalogue of Life.